# Вінок (поезія)
Віно́к — поезія, яка складається із пов'язаних між собою віршів, що написані твердою формою й сама по собі також є твердою формою. Вінок має ключ — головний вірш (магістрал), що містить думку всього поетичного твору. Кількість віршів, які розкривають сенс ключа, дорівнює кількості його рядків, причому, правила форми магістралю не порушуються у всіх віршах вінка. Кожен вірш починається відповідному своєму порядку рядком ключа і закінчується його наступної рядком (останній вірш закінчується першим рядком ключа).
Найпоширеніший вид вінка — вінок сонетів.

## Способи написання вінків
- Зчеплення рефренними рядками

Кожен перший рядок наступного катрена — це останній рядок попереднього, а останній рядок останнього катрена — це перший рядок першого катрена.
- Складніше зчіплення рефренними рядками

Перший рядок першого катрена є останнім рядком другого катрена; перший рядок другого катрена — останній рядок третього катрена; перший рядок третього катрена є останнім рядком першого катрена.
- Зчеплення рефреном, що являє собою частину рядка

Останній укорочений рядок кожної строфи повторює початок першого рядка наступної строфи, в останній строфі — рефрен переноситься на початок вірша
- «Стрічка Мебіуса»

Перший рядок вірша — точний рефрен останнього. При цьому зчеплення початку з кінцем має бути й
смисловим — фінал теми одночасно є початком, тема повторюється до нескінченності.
- Зчеплення словами

Перше слово кожного наступного рядка повторює останнє слово попереднього рядка: перший кожного катрена повторює останнє слово попереднього катрена; останнє слово останнього катрена повторює перше слово першого катрена. Таким чином, вірш закільцевано першим і останнім словами кожного рядка.
- Зчеплення через міжстрофну риму і через рефрен першого рядка в останній.

Тобто, це терцина з римуванням aba bcb cdc …, де останній, заключний рядок повторює перший.
- Газель

Вінком вважають і східну тверду форму — газель, що складається з ланцюга своєрідних двовіршів (бейтів), яких повинно бути від 5 до 12, по 8 складів у кожному рядку, зі схемою римування: аа ва са da; в першому дворядку римуються обидва вірша; останній двовірш повинен повторювати перший.